# Noi Long Con Don
Ez a lemez Cindy Thái Tài transzszexuális vietnámi énekesnő első nagylemeze. 2006. december 5-én adták ki Vietnámban és Thaiföldön. A lemez minden várakozást felülmúlt. A kritikusok szerint a lemez érzelmes, szerethető és legyőzte az iróniát, megtalálta a megfelelő arany középutat a gyermeki naivitás és a felnőtti lét között. A legkeményebb kritikusok szerint is Cindy az egyik legjobban éneklő vietnámi nő.
A lemezen 8 dal hallható, melyek zongorára írott művek. A lemez legfontosabb dala a Noi Long nem, ám a lemez nyolcadik dala az Ouc Gi hatalmas sikert aratott. Ugyan a dalt eredetileg My Tam vietnámi énekesnő írta, és énekelte 2003-ban Cindy verziója vált igazán ismertté az országban. A lemez minden egyes dala feldolgozás, mégis legtöbbje csak Cindy előadásában emlékezetes.
Cindy tökéletesre fejlesztette egykoron mély férfias hangját, így a lemez már egy mezzoszoprán hangú nőt lehet hallani. A kritikusok szerint ez a legnagyobb érdeme, s bár Vietnámban a transzszexualitást az emberek többsége bűnnek tartja, a lemez szépen fogyott.

## Az album dalai
- 1. Ouc Gi (04:51)
- 2. Không Còn Mùa Thu (04:47)
- 3. Nỗi Đau Ngọt Ngào (04:17)
- 4. Cô Đơn (05:27)
- 5. Cho Em Ngày Gió Xanh (05:07)
- 6. Bên Em Là Biển Rộng (04:25)
- 7. Cho Nhau Lời Nguyện Cầu (04:27)
- 8. Nỗi Lòng  (05:30)